# Premyer Liqası (2013/2014)
Premyer Liqası 2013/2014 (znana jako Topaz Premier League ze względów sponsorskich) była 22. edycją najwyższej klasy rozgrywkowej piłki nożnej w Azerbejdżanie. 
Brało w niej udział 10 drużyn, które w okresie od 2 sierpnia 2013 do 17 maja 2014 rozegrały 36 kolejek meczów. 
Obrońcą tytułu była drużyna Neftçi PFK.
Tytuł mistrzowski po raz drugi w swojej historii zdobyła drużyna Qarabağ FK.

## Format rozgrywek
Format ligi uległ zmianie.
Dziesięć uczestniczących drużyn gra ze sobą czterokrotnie. 
Zwycięzca ligi zostaje mistrzem Azerbejdżanu i kwalifikuje się do I rundy kwalifikacyjnej Ligi Mistrzów UEFA. 
Drużyny z drugiego i trzeciego miejsca oraz zdobywca Pucharu Azerbejdżanu, zagrają w kwalifikacjach Ligi Europy UEFA. 
W przypadku zdobycia pucharu przez drużynę, która zapewniła sobie grę w europejskich pucharach, awans otrzymuje czwarta drużyna rozgrywek.
Do niższej ligi spada bezpośrednio ostatnia drużyna.

## Drużyny
| Uczestnicy poprzedniej edycji | Uczestnicy poprzedniej edycji | Uczestnicy poprzedniej edycji | Uczestnicy poprzedniej edycji |
| --- | ----------------------------- | ----------------------------- | ----------------------------- |
| NEF | Neftçi PFK                    | Baku                          | 1                             |
| QAA | Qarabağ FK                    | Baku                          | 2                             |
| INT | İnter Baku                    | Baku                          | 3                             |
| SIZ | Simurq Zaqatala               | Zaqatala                      | 4                             |
| BAK | FK Bakı                       | Baku                          | 5                             |
| QAB | FK Qəbələ                     | Qəbələ                        | 6                             |
| OSB | AZAL Baku                     | Baku                          | 7                             |
| KHA | Xəzər Lenkoran                | Lenkoran                      | 8                             |
| RAV | Rəvan Baku                    | Baku                          | 9                             |
| SUM | Sumqayıt FK                   | Sumgait                       | 10                            |
| Oznaczenia: - kolumna pierwsza – skróty nazw drużyn, - kolumna trzecia – siedziba klubu, - kolumna czwarta – miejsce zajęte w poprzednim sezonie. |                               |                               |                               |

## Tabela
| Lp. | Drużyna         | M  | Z  | R  | P  | B+ | B- | +/– | Pkt | Kwalifikacja lub spadek                      |
| --- | --------------- | -- | -- | -- | -- | -- | -- | --- | --- | -------------------------------------------- |
| 1   | Qarabağ (M)     | 36 | 21 | 9  | 6  | 66 | 21 | +45 | 72  | Liga Mistrzów UEFA • II runda kwalifikacyjna |
| 2   | İnter Baku      | 36 | 20 | 7  | 9  | 60 | 37 | +23 | 67  | Liga Europy UEFA • I runda kwalifikacyjna    |
| 3   | Qəbələ          | 36 | 18 | 7  | 11 | 48 | 36 | +12 | 61  | Liga Europy UEFA • I runda kwalifikacyjna    |
| 4   | Neftçi Baku (P) | 36 | 17 | 9  | 10 | 48 | 42 | +6  | 60  | Liga Europy UEFA • II runda kwalifikacyjna   |
| 5   | Baku            | 36 | 16 | 9  | 11 | 53 | 43 | +10 | 57  |                                              |
| 6   | Xəzər Lenkoran  | 36 | 12 | 13 | 11 | 44 | 49 | −5  | 49  |                                              |
| 7   | Simurq Zaqatala | 36 | 11 | 13 | 12 | 35 | 28 | +7  | 46  |                                              |
| 8   | AZAL            | 36 | 6  | 13 | 17 | 29 | 49 | −20 | 31  |                                              |
| 9   | Sumgayit        | 36 | 5  | 10 | 21 | 27 | 61 | −34 | 25  |                                              |
| 10  | Rəvan Baku (S)  | 36 | 4  | 10 | 22 | 22 | 66 | −44 | 22  | spadek do Birinci Divizionu                  |

## Wyniki
| Gospodarz \ Gość | AZL | BAK | INT | KHA | SIM | NEF | QAR | GAB | RAV | SUM | AZL | BAK | INT | KHA | SIM | NEF | QAR | GAB | RAV | SUM |
| ---------------- | --- | --- | --- | --- | --- | --- | --- | --- | --- | --- | --- | --- | --- | --- | --- | --- | --- | --- | --- | --- |
| AZAL             |     | 1–0 | 0–2 | 1–3 | 1–1 | 2–1 | 1–1 | 1–2 | 2–1 | 1–0 |     | 1–2 | 1–3 | 2–2 | 0–2 | 0–0 | 0–2 | 1–2 | 0–0 | 2–2 |
| Baku             | 2–2 |     | 0–1 | 3–0 | 3–2 | 3–0 | 2–1 | 1–2 | 5–0 | 1–0 | 1–0 |     | 0–4 | 2–2 | 2–1 | 2–0 | 0–0 | 1–1 | 5–1 | 0–0 |
| İnter Baku       | 1–2 | 2–2 |     | 0–0 | 1–2 | 3–1 | 1–2 | 0–1 | 3–2 | 2–0 | 2–1 | 1–1 |     | 3–0 | 0–0 | 2–1 | 0–3 | 0–0 | 3–0 | 2–0 |
| Xəzər Lenkoran   | 1–1 | 2–1 | 0–1 |     | 0–0 | 0–0 | 0–3 | 0–0 | 1–0 | 4–3 | 1–1 | 0–2 | 1–1 |     | 1–3 | 2–2 | 2–1 | 1–0 | 4–0 | 4–1 |
| Simurq Zaqatala  | 3–0 | 0–3 | 0–1 | 1–2 |     | 0–0 | 0–0 | 0–0 | 2–0 | 3–1 | 0–0 | 0–1 | 0–1 | 2–2 |     | 0–0 | 1–0 | 0–0 | 2–0 | 4–0 |
| Neftçi Baku      | 4–1 | 2–1 | 3–1 | 4–1 | 1–0 |     | 0–0 | 2–1 | 2–1 | 0–0 | 2–1 | 1–0 | 2–2 | 1–0 | 3–0 |     | 1–4 | 1–2 | 2–1 | 1–3 |
| Qarabağ          | 0–1 | 3–0 | 2–0 | 2–0 | 0–0 | 3–1 |     | 4–3 | 0–0 | 5–1 | 2–1 | 4–0 | 4–1 | 0–1 | 0–0 | 1–1 |     | 3–0 | 5–1 | 3–0 |
| Qəbələ           | 1–0 | 2–0 | 3–2 | 2–0 | 2–1 | 1–2 | 0–1 |     | 3–0 | 2–0 | 0–0 | 3–1 | 1–4 | 2–3 | 1–0 | 1–2 | 0–1 |     | 0–0 | 3–1 |
| Rəvan Baku       | 0–0 | 0–0 | 1–5 | 1–1 | 0–3 | 0–2 | 1–1 | 0–1 |     | 1–1 | 1–0 | 2–3 | 1–2 | 2–1 | 1–0 | 0–1 | 0–2 | 1–2 |     | 1–1 |
| Sumgayit         | 0–0 | 1–2 | 0–2 | 1–1 | 0–1 | 1–2 | 0–3 | 2–1 | 0–1 |     | 2–1 | 1–1 | 0–1 | 0–1 | 1–1 | 2–0 | 1–0 | 0–3 | 1–1 |     |

## Najlepsi strzelcy
| Bramki | Strzelcy          | Drużyna         |
| ------ | ----------------- | --------------- |
| 22     | Reynaldo          | Qarabağ         |
| 14     | Vaqif Cavadov     | İnter Baku      |
| 13     | Dragan Ćeran      | Simurq Zaqatala |
| 12     | Danijel Subotić   | Qəbələ          |
| 11     | Mbilla Etame      | Xəzər Lenkoran  |
| 10     | Baczana Cchadadze | İnter Baku      |
| 9      | Leroy George      | Qarabağ         |
| 9      | Rauf Əliyev       | Baku            |

Źródło: 

## Stadiony
| AZAL         |
| ------------ |
| Stadion AZAL |
|              |

| Baku                                  |
| ------------------------------------- |
| Stadion Bakı FK-nın Təlim-Məşq Bazası |
|                                       |

| Qəbələ          |
| --------------- |
| Stadion Miejski |
|                 |

| İnter Baku   |
| ------------ |
| Stadion Şəfa |
|              |

| Xəzər Lenkoran  |
| --------------- |
| Stadion Miejski |
|                 |

| Neftçi Baku   |
| ------------- |
| Bakcell Arena |
|               |

| Qarabağ               |
| --------------------- |
| Stadion Republikański |
|                       |

| Rəvan Baku  |
| ----------- |
| Bayil Arena |
|             |

| Simurq Zaqatala |
| --------------- |
| Stadion Miejski |
|                 |

| Sumgayit                 |
| ------------------------ |
| Stadion Mehdi Huseynzade |
|                          |

Źródło: .